# Florida, Valle del Cauca
Florida este un oraș municipiu localizat în Departamentul Valle del Cauca, Columbia.